# Kanadehon chūshingura
Kanadehon chūshingura (仮名手本忠臣蔵, Kana dehon chūshingura) (en français : Le Trésor des vassaux fidèles) est une pièce de théâtre de marionnettes en 11 actes composée en 1748. C'est l'une des pièces les plus populaires du Japon, au même rang que le Matsukaze de Zeami, bien que l'action animée du Chūshingura diffère considérablement du Matsukaze.

## Medium
Au cours de cette partie de l'époque d'Edo, les grands dramaturges préféraient ne pas écrire pour le théâtre kabuki puisque les acteurs de ce gente théâtral souvent s'écartaient des textes afin d'inventer des parties et agrandir leurs propres rôles. Toutefois, Chushingura a été un tel succès qu'il a été presque immédiatement adapté pour le théâtre kabuki.
L'histoire générale a été représentée dans de nombreux médiums tels que les gravures ukiyoe.

### Kabuki
L'adaptation kabuki apparaît peu de temps après le spectacle de marionnettes donné à Osaka et Kyoto et bientôt est représentée par trois compagnies à Edo. Elle n'est « fidèle seulement que par intermittence » et supprime souvent des actes entiers. Le temps gagné permet un 11e acte plus long avec une séquence représentant un duel sur un pont ; par ailleurs, le théâtre kabuki peut utiliser une scène tournante pour passer d'une scène à l'autre entre les scènes du siège dans le 9e acte. La courte séquence avec le bandit de grand chemin Sadakurō a été développée en un complexe mime, en faisant une « scène convoitée » par les acteurs ambitieux.

## Histoire

### Composition
Le 20 mars 1703, les 46 rōnin (le 47e est mort plus tôt dans l'histoire) reçoivent du shogun l'ordre de commettre seppuku. Deux semaines plus tard, une pièce kabuki est donnée à Edo sous le titre Akebono Soga no youchi (« Attaque de nuit à l'aube par les [Frères] Soga » ; voir Soga monogatari), thème habituel de pièces de théâtre. Elle est interdite par les autorités et passe pour avoir été une version déguisée des événements récents. Peut-être à cause de la susceptibilité des autorités, les compagnies de kabuki ne proposent pas d'autres pièces sur le sujet.
En 1706, le grand dramaturge Chikamatsu écrit une pièce de marionnettes en trois actes intitulée Goban taiheiki (Chronique de grande paix jouée sur un échiquier) ; le troisième acte paraît dans un autre spectacle de marionnettes et est apparemment consacré au samouraï historique Kō no Moronao (XIVe siècle). Moronao est en fait un nom de code pour le maître de la délinquance de l'étiquette de cour, Kira Yoshinaka qui a été presque tué par Asano Naganori. L'utilisation du nom de Moronao pour Kira et beaucoup d'autres renommages seront ultérieurement copiés par la suite par Chūshingura.
Trois ans plus tard, dans la région Kyoto-Osaka où la censure avait la réputation d'être plus légère, Chūshingura est présentée en première.
C'est un succès immédiat et rapidement imité de nombreuses fois, avec des variantes à venir chaque année entre 1706 et 1748.

### Paternité
Les premiers documents présentent les auteurs par ordre comme étant :
1. Takeda Izumo II
2. Miyoshi Shōraku
3. Namiki Senryū

Probablement Izumo a-t-il conçu l'intrigue générale et écrit les actes 1, 4, 6 et 9 ; Shōraku a probablement écrit les actes 2, 10 et 11.
L'auteur de fiction Jippensha Ikku, dans son analyse et histoire anecdotique Chūshingura okame hyōban (1803), suggère que la paternité se répartit ainsi :
1. Izumo : acte 9
2. Shōraku : actes 2 et 10
3. Senryū : acte 4

Keene propose que les actes 6 et 7 soient attribués à Izumo et l'acte 3 à Senryū.
Ces identifications sont provisoires et non sur la base de la stylométrie ou approches similaires.
La paternité multiple peut être responsable de certains des changements que les personnages subissent au cours des 11 actes :

« Sagisaka Bannai, par exemple, est un personnage comique dans le troisième acte mais au septième acte, il est difficile de trouver une trace de son comique, et à la fin de la pièce, le triomphe des serviteurs fidèles culmine par l'assassinat de Bannai, comme si lui, plutôt que Moronao, étaient le méchant chef.

De nouveau, Kakogawa Honzō offre platement des pots de vin à Moronao dans le troisième acte mais en aucun cas ne semble le même homme que l'héroïque Honzō du 9e acte.

La même chose est vraie de Rikiya ; le jeune homme rougissant du deuxième acte est si différent du héros résolu du 9e acte que le rôle exige deux acteurs. »

### Traductions
- Une traduction en chinois paraît en 1794 puis en anglais, français et allemand en 1880 — ce qui en fait probablement la première œuvre de littérature japonaise à être traduite — et une pièce de John Masefield (The Faithful) paraît en 1915[7].
- en français : Le Mythe des quarante-sept rônin, présentation et traduction par René Sieffert, Publications orientalistes de France, 1981, p. 111-228  (ISBN 2-7169-0153-8)

### Période post-Edo
Après la Seconde Guerre mondiale, durant l'occupation du Japon, les représentations de Chūshingura sont interdites « car il glorifie le militarisme et est féodale dans son insistance sur ces concepts démodés que sont l'honneur et la loyauté ». Plus tard, en 1960, des membres de la Diète du Japon critiquent les représentations de Chūshingura à l'étranger par les compagnies itinérantes de kabuki à partir des craintes similaires que la pièce donnerait aux étrangers des idées trompeuses.

## Synopsis
Le thème essentiel de Chūshingura est le code du bushido et de la loyauté dont témoigne son protagoniste Yuranosuke, le principal obligé du seigneur mort. Les obligés cherchent à venger leur maître, même s'ils savent que rien de bon ne sortira de cela, comme l'admet Yuranosuke au 7e acte :

« Je me suis rendu compte en y pensant calmement que si nous échouions dans notre mission nos têtes rouleraient et que si nous réussissions nous devrions commettre seppuku par la suite. De toute façon, c'était une mort certaine. C'était comme prendre des médicaments coûteux puis se pendre ensuite parce que dans l'impossibilité de payer pour la guérison. »

Yuranosuke dans ce discours masque ses véritables intentions, comme il doit constamment le faire durant toute la pièce, ce qui en fait un rôle exigeant.
Il a été avancé qu'en réalité, Enya était indigne de loyauté car il était arrogant et colérique et Moronao était un homme bon qui aidait les paysans sur ses terres, ce qui souligne en outre le caractère inconditionnel de Yuranosuke et la loyauté des autres rōnin.

### Acte 1
« La même chose est vraie d'un pays en paix : la loyauté et le courage de ses bons soldats restent cachés mais les étoiles, si invisibles le jour, la nuit se révèlent, éparpillés dans le firmament. Ici, nous allons décrire un tel cas […]. Le narrateur. »

Le shogun Ashikaga Takauji a écrasé la rébellion de Genkō emmenée par le noble Nitta Yoshisada et construit un sanctuaire à Hachiman le kami de la guerre pour commémorer sa victoire. Son trophée principal sera le casque de Yoshisada mort mais il y a confusion quant au nombre 47, les casques trouvés sur son corps sont vraiment les siens.
Ashikaga Tadayoshi, frère et adjoint du shogun, convoque une conférence pour discuter de la question. Sont présents le gouverneur de Kamakura, le seigneur Moronao (Kira), Wakasanosuki et le seigneur Enya (Asano). Moronao s'oppose à la conservation du casque, même si Yoshisada était un noble descendant du Genji, une erreur serait embarrassante et il y a de nombreux serviteurs fidèles descendants du Genji de toute façon. Enya et Wakasanosuke se prononcent en faveur de la conservation du casque.
Tadayoshi convoque l'épouse d'Enya, car étant jeune fille au palais impérial, elle a vu le casque présenté à Yoshisada. Elle vérifie qu'il s'agit du bon. Comme la conférence se termine, Moronao, qui a été tuteur de l'épouse d'Enya en poésie waka classique, lui présente une lettre d'amour. Elle la rejette entièrement et Moronao est empli de haine vis-à-vis d'Enya.

### Acte 2
Enya envoie à ses serviteurs un message pour les informer que lui et Moronao ont été chargés de l'accueil de Tadayoshi le lendemain. Wakasanosuke, conscient du rejet de Moronao, informe son compagnon obligé Honzō de son plan pour assassiner Moronao avant que celui-ci n'attaque ou provoque leur maître Enya. Honzo applaudit le plan, suggère que Wakasanosuke fasse une sieste d'abord et par immédiatement à la recherche de Moronao pour d'abord le corrompre.

### Acte 3
Honzō trouve Moronao au palais de Tadayoshi et offre son beau pot de vin en guise de remerciement pour l'enseignement de l'étiquette. Moronao accepte et invite Honzō à une audience.
Après un intermède au cours duquel Kampei, un obligé mineur d'Enya, cède à la tentation de quitter son poste avec son amant, Wakasanosuke arrive. Lorsque Wakasanosuke rencontre Moronao, l'attitude de Moronao est tellement accueillante et apologétique que Wakasanosuke abandonne confusément ses intentions meurtrières — comme l'avait prévu Honzō.
Malheureusement, quand Enya arrive, il apporte une note de sa femme à Moronao ; c'est un poème extrait du Shin kokin wakashū qui indique son rejet définitif de l'amour de Moronao.
Irrité, Moronao s'indigne de la lenteur d'Enya et commence impitoyablement à l'insulter et l'injurier. Provoqué au-delà de ses limites, Enya attire Moronao à lui et lui donne un coup de sabre. Il ne tue pas Moronao car il est retenu par Honzō (qui espère réduire la punition d'Enya).
Dehors, Kampei entend l'agitation et se précipite vers la porte arrière, pour se rendre compte de son échec comme samouraï : il badinait et était absent quand son maître avait besoin de lui.

### Acte 4
Enya est placé en résidence surveillée. Les obligés et les femmes discutent de son sort et Kaoyo, l'épouse d'Enya, dévoile les motivations de Moronao.
Les envoyés du shogun arrivent avec la condamnation d'Enya : seppuku, la confiscation de ses biens et la réduction de ses hommes aux statut de rōnin.
Yuranosuke, l'obligé principal d'Enya, se précipite comme Enya tire le poignard dans son ventre ; Enya le charge afin de se venger. Yuranosuke ordonne aux hommes de ne pas commettre seppuku ni de barricader le manoir ni de mourir en combattant le shogunat mais également de se venger comme lui le fait.

### Acte 5
Kampei, longtemps après l'expulsion, est devenu chasseur. Un jour de pluie, il rencontre sur la route un compagnon rōnin. La conversation révèle que Yuranosuke et les autres n'ont pas immédiatement donné l'assaut au manoir extrêmement bien gardé de Moronao mais se sont dispersés pacifiquement, et que Yuranosuke et son fils sont tombés dans la recherche décadente du plaisir. Kampei mentionne qu'il a entendu des rumeurs selon lesquelles environ 40 des rōnin conspirent pour tuer Moronao. L'autre rōnin nie catégoriquement : les réunions et les sollicitations ont pour fin des œuvres de bienfaisance en vue de recueillir des fonds pour un monument commémoratif approprié pour la tombe d'Enya. Kampei décide de gagner de l'argent pour faire un don au mémorial.
Plus tard, un vieil homme apparaît sur la route avec la grande somme de 50 ryō dans son portefeuille, gagné par la vente de sa fille — la femme de Kampei — à un bordel. Il est accosté puis tué par Sadakurō, le bandit de grand chemin.
Sadakurō n'a pas sitôt caché le corps et compté l'argent qu'il est accidentellement abattu par Kampei qui chasse un sanglier. Kampei ne voit pas clairement le corps dans l'obscurité mais prend l'argent comme un cadeau du ciel et se précipite chez lui avec son cadeau pour trouver l'autre rōnin.

### Acte 6
Dans la maison de Kampei, sa femme et sa belle-mère attendent le retour du vieil homme ; leur argent permettra à Kampei de redevenir un samouraï. Mais il n'est pas encore de retour quand le souteneur vient réclamer la femme de Kampei. Alors que le proxénète discute avec elles et décrit sa transaction avec le vieil homme, Kampei arrive avec le portefeuille témoin. Il est accusé du meurtre de son beau-père, et parce qu'il faisait sombre, même Kampei le croit.
Alors que Kampei donne son récit des événements, il commet le seppuku. Ses compagnons rōnin arrivent et racontent comment ils ont inspecté le corps du vieil homme avec plus de soin — il était mort d'un coup d'épée, pas d'une arme à feu. Mais il est trop tard pour Kampei. Impressionné par sa sincérité à mourir, ils acceptent le don et permettent à Kampei de signer dans le sang le serment de vengeance pour devenir le 46e membre.

### Acte 7
« Il est très vrai que je me suis senti une certaine quantité d'indignation — à peu près grosse comme la tête d'une puce coupée par une hachette — et essayé de former une ligue de 40 ou 50 hommes, mais quelle idée folle c'était ! […] Oh, quand j'entends les shamisens jouer comme cela, je ne peux pas résister. »

— Yuranosuke
Kudayū, à présent un espion pour Moronao, arrive dans un salon de thé du quartier des plaisirs de Gion — repaire favori de Yuranosuke (en réalité Ichiriki Ochaya, qui a changé son nom pour le nom déguisé dans cette pièce). Il a l'intention de savoir si Yuranosuke est dégrisé.
Trois rōnin sont également là pour une mission similaire : quand Yuranosuke désavoue la vengeance, ils prévoient de le tuer comme avertissement pour les autres de ne pas vaciller. Mais ils décident de le laisser d'abord dégriser.
Tandis qu'il attend, Yuranosuke reçoit une lettre de Kaoyo l'informant que Moronao part pour les provinces et qu'ils devront bientôt frapper.
Juste alors, Kudayū intervient et accuse Yuranosuke d'être déréglé[Quoi ?] comme un stratagème trompeur. Mais en voyant Yuranosuke briser un tabou avec désinvolture et manger le poulpe à la date anniversaire de la mort d'Enya, et en regardant la façon dont est rouillée son épée, Kudayū est presque convaincu, mais il se cache sous la véranda pour espionner la lettre, pour être sûr. Il est peu après poignardé à mort par Yuranosuke.

### Acte 8
C'est un acte dans le style michiyuki, un acte standard court écrit poétiquement, décrivant les sombres pensées de Konami, fille de Honzō et fiancée de Rikiya, tandis qu'elle se rend avec sa mère dans la maison de Rikiya et Yuranosuke. Elles espèrent que le mariage se fera bien qu'elles le présument rompu lorsque Rikiya et Yuranosuke sont devenus rōnin.

### Acte 9
Konami arrive à la maison de Yuranosuke et la mère demande à l'épouse de Yuranosuke d'autoriser la consommation du mariage. Elle est repoussée à cause de la corruption de Maranao par Honzō et empêchant Enya de le tuer. La mère et la fille décident de faire seppuku, ce qui impressionne la femme de Yuranosuke qui accorde son consentement si la tête de Honzō lui est offerte comme cadeau de mariage. Honzō apparaît de façon inattendue, insulte Yuranosuke et Rikiya qu'il traite de débauchées, provoquant la femme de Yuranosuke à l'attaquer avec une lance. Honzō la désarme et la pique, lorsqu'entre Rikiya qui poignarde Honzō avec la lance laissée de côté, comme l'avait prévu Honzō.
Honzō fournit les plans de base pour le manoir de Moronao et expire après avoir expié sa prudence.

### Acte 10
Le marchand Gihei du port de Sakai est en train de charger sa cargaison hautement illégale : plus de 40 ensembles d'armure de samouraï et des armes. Deux rōnin lui rendent visite pour en savoir davantage sur ces préparatifs. Plus tard, il est entouré par des dizaines de policiers qui menacent de tuer son fils s'il n'avoue pas. Le marchand les dédaigne et traite son fils en étranger. Yuranosuke éclate : c'était un test et les rōnin sont impressionnés. Ils vont utiliser le nom de sa boutique comme mot de passe. Bien sûr, comme il est né marchand, il ne peut pas se joindre au raid, peu importe combien il sacrifie.

### Acte 11
Les 46 rōnin (feu Kampei est le 47e) organisent un assaut amphibie avec des chaloupes. Une partie escalade les murs, capture le veilleur de nuit et ouvre les portes avant et arrière. Une féroce bataille s'ensuit. Les habitants des demeures voisines tentent de s'en mêler mais quand la mission des rōnin est expliquée, ils applaudissent et retournent chez eux. Moronao est bientôt capturé et tailladé à mort par tous les hommes, Yuranosuke frappant le premier. Ils offrent sa tête avec de l'encens aux tablettes commémoratives d'Enya et se retirent au temple familial d'Enya pour attendre leur sort.